# 魯智深

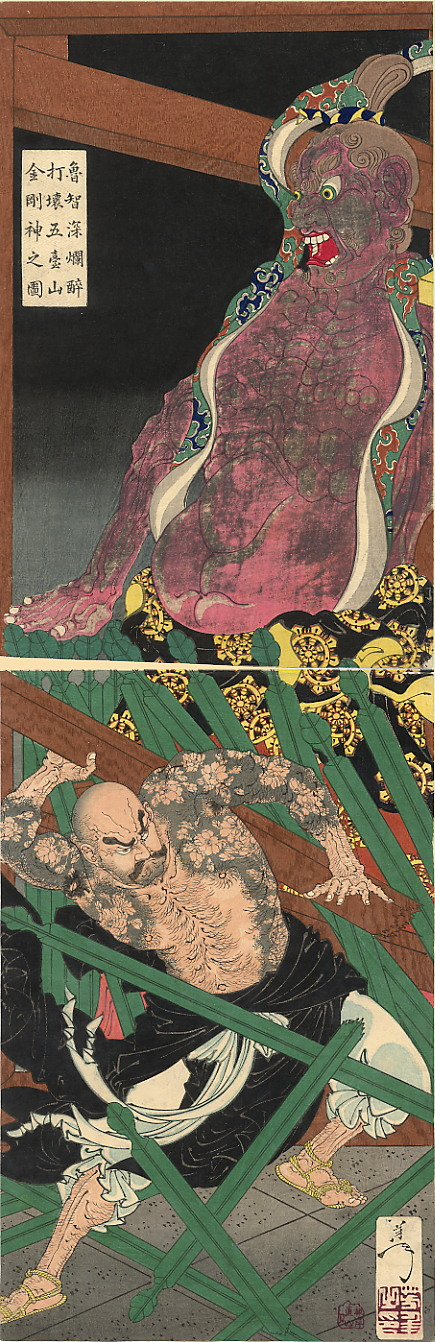
魯智深。月岡芳年「魯智深爛酔打壊五台山金剛神之図」（1887）

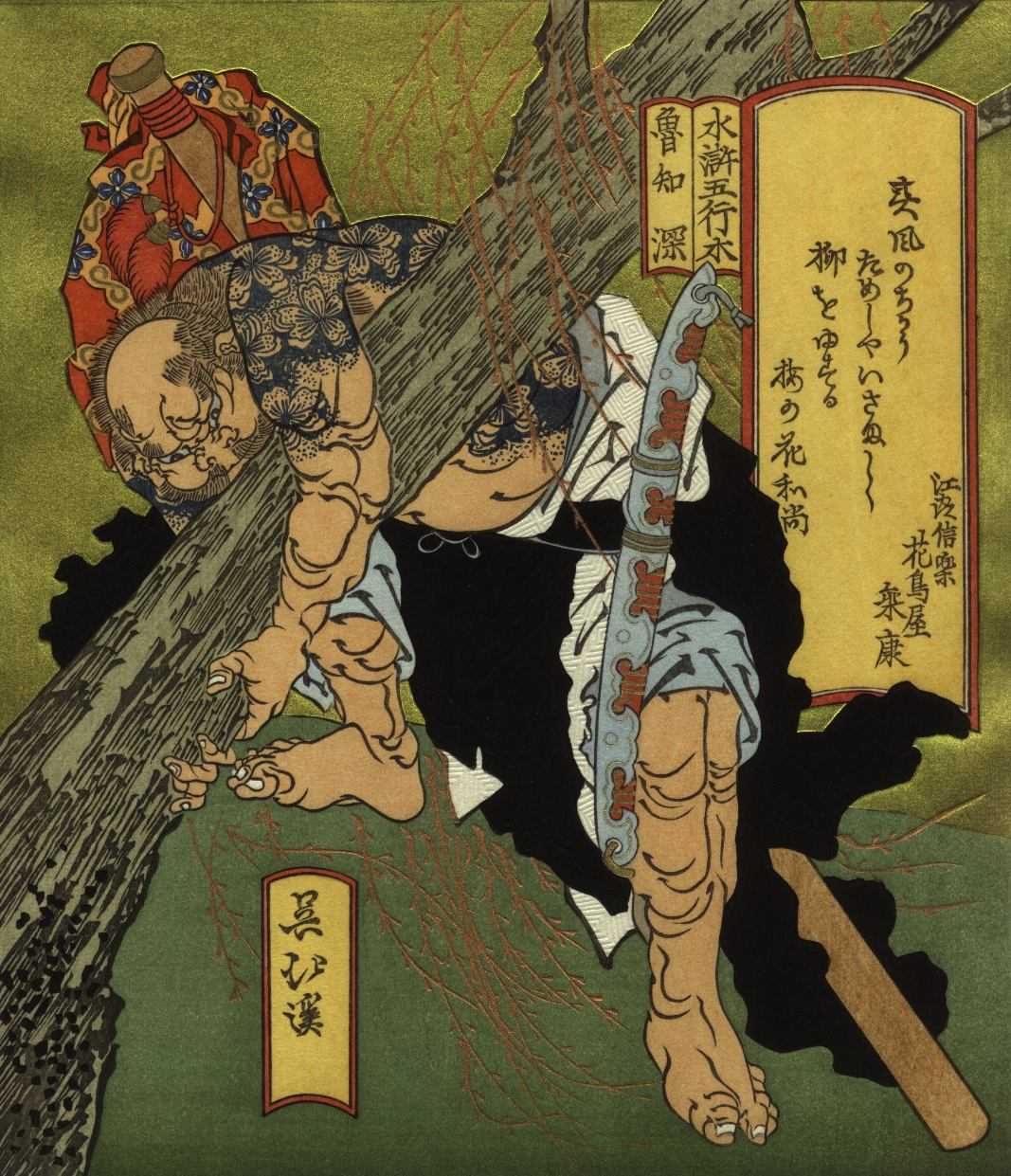
魯智深

魯 智深（ろ ちしん、Lǔ Zhìshēn）は、中国の小説で四大奇書の一つである『水滸伝』の登場人物。

## キャラクター概要
天孤星の生まれ変わりで、序列は梁山泊第十三位の好漢。渾名は花和尚（かおしょう）で、「花」は刺青を指し、全身に刺青があったことが由来。
俗名は魯達（ろたつ）。筋骨隆々とした巨漢で、柳の木を根っこごと引き抜き、素手で山門の仁王像をバラバラに粉砕してしまうほどの怪力の持ち主。得物は62斤の禅杖（もしくは錫杖（しゃくじょう））。
当初は文盲であったが、後に字が読めるようになっている。少々思慮は浅いが義侠心に厚く、困っている者を見ると助けずにはいられない性格。また、同じ猪突猛進タイプの好漢である武松や李逵が無関係な人間や弱者にも容赦のない所があるのに対し、魯智深は弱い立場の人間に拳を向けることはなかった。

## 物語中での活躍
元は渭水経略府の官吏だった。史進が師匠の王進を訪ねて訊ねて渭州に立ち寄った際に、史進の師でもあった李忠とともに親交を深めたが、その直後に持ち前の義侠心から、旅芸人の金老爺と金翠蓮父娘を苦しめる悪徳長者の鎮関西・鄭屠を拳骨3発で撲殺してしまい逃亡者となる。逃亡中、助けた金父娘と再会し、新たに翠蓮が妾として仕えている趙員外に引き合わされ、その勧めで官憲の追及を逃れるために出家を決意する。大施主である趙の口利きで入門した仏門の名山である五台山の長老の智真に見込まれて、師匠自らの一字を取った智深という戒名を授かる。しかし魯智深は二度禁酒の戒を破り、泥酔して寺に帰り大暴れした為、智真長老はやむなく破門し、兄弟弟子の智清禅師がいる東京開封府の大相国寺を紹介した。この際に偈を授けている。開封府に向かう道中で、桃花村の麓の庄屋の劉の娘と無理矢理祝言を上げようとした桃花山の山賊となった李忠・周通を懲らしめ、瓦灌寺の凶賊である生鉄仏崔道成と飛天夜叉丘小乙たちを、偶然再会した史進の助太刀を得て倒している。
開封府の大相国寺では菜園の番人を命ぜられ、着任早々野菜泥棒たちを叩きのめして逆に舎弟にしてしまい、さらに、禁軍の教頭を務めていた林冲と意気投合し義兄弟の契りを交わす。ところが、義弟・林冲が無実の罪で流罪となり、途中殺されそうになるとこれを助けたため、再び逃亡生活に入る。道中出会った楊志、曹正と二竜山にこもっていた盗賊らを倒し、そのまま首領におさまる。その後、武松、施恩、張青、孫二娘らを仲間に加え、度々官軍を退け勢威を誇ったが、呼延灼が討伐に来た際に梁山泊に援軍を頼み、その後梁山泊に加わった。
梁山泊では歩兵軍の頭領として度々活躍し、江南の方臘討伐では方臘を捕らえる殊勲を上げた。この後杭州六和寺に滞在中に、銭塘江に潮が逆流する音（潮信）を聞く。魯智深は師匠から授けられた言葉に思い当たり自身の死期を知り、一室に籠って悟りを開き入寂した。

## 魯智深を主人公にした作品
- 歳森薫信著『快僧魯智深：水滸外伝』（審美社、1989年）ISBN 9784924440081